# Bras-Panon
Bras-Panon est une commune française, située dans le département et la région de La Réunion.
Ses habitants sont appelés les Panonnais et Panonnaises.

## Géographie

### Localisation
Le territoire communal est délimité par la rivière du Mât au nord, l'océan Indien à l'est, la rivière des Roches au sud et le rempart séparant la forêt de la Plaine des Lianes des forêts de Bébour et Bélouve à l'ouest.
Limitrophe avec les communes de Saint-André, Saint-Benoît et Salazie.
| Saint-André  | Saint-André  |              |
| Salazie      | Bras-Panon   | Océan Indien |
| Saint-Benoît | Saint-Benoît |              |

## Urbanisme

### Typologie
Bras-Panon est une commune urbaine, car elle fait partie des communes denses ou de densité intermédiaire, au sens de la grille communale de densité de l'Insee,,,. Elle appartient à l'unité urbaine de Bras-Panon, une agglomération intra-départementale regroupant 1 commune et 13 131 habitants en 2022, dont elle est une ville isolée,.
Par ailleurs la commune fait partie de l'aire d'attraction de Saint-Denis, dont elle est une commune de la couronne. Cette aire, qui regroupe 6 communes, est catégorisée dans les aires de 200 000 habitants à moins de 700 000 habitants,.
La commune, bordée par l'océan Indien à l'est, est également une commune littorale au sens de la loi du 3 janvier 1986, dite loi littoral. Des dispositions spécifiques d’urbanisme s’y appliquent dès lors, afin de préserver les espaces naturels, les sites, les paysages et l’équilibre écologique du littoral, par exemple le principe d'inconstructibilité, en dehors des espaces urbanisés, sur la bande littorale des 100 mètres, ou plus si le plan local d’urbanisme le prévoit,.

## Toponymie
Son nom vient du « bras Panon », le cours d'eau qui traverse le territoire de la commune et se jette dans la rivière des Roches. Ce cours d'eau tient lui-même son nom de Joseph Desbassayns qui, lors d'une reconnaissance, fit une chute dans la ravine et se cassa le bras. La ravine fut alors appelée "Le Bras à Panon". Le bras Panon est bien son nom original (voir la carte) et non ravine Bras Panon ou rivière Bras Panon, nommée ainsi par méconnaissance.

## Histoire
En tant que concession destinée à la culture du café, Bras-Panon n'apparaît qu'en 1725. Au milieu du XIXe siècle, le quartier qui s'y est créé est rattaché administrativement à Saint-Benoît. Il s'en sépare en devenant commune le 24 février 1882, en intégrant le territoire qui se trouve entre la Rivière du Mât et la rivière des Roches, bien qu'à l'origine, la séparation entre la commune de St André et celle de St Benoît se trouvait au niveau de l'actuelle rue des Limites.
En dépit de plusieurs démembrements fonciers, la commune demeure une terre de grands propriétaires latifundiaires.

## Quartiers
Centre-Ville.
Paniandy.
Le Libéria.
Forêt des Hauts de Bras-Panon.
La Rivière des Roches.
Les Bas de la Rivière du Mât.
Les Hauts de la Rivière du Mât.

### Rattachements administratifs et électoraux
Bras-Panon appartient à l’arrondissement de Saint-Benoît et au canton de Saint-André-3 depuis la redécoupage cantonal de 2014. Avant cette date, elle était le chef-lieu et unique commune du canton de Bras-Panon.
Pour l'élection des députés, la commune fait partie de la cinquième circonscription de La Réunion, représentée depuis 2017 par Jean-Hugues Ratenon (RÉ974/LFI).

### Intercommunalité
La commune appartient à la Communauté intercommunale Réunion Est (CIREST) qui a succédé à la communauté des communes de l'Est. Elle compte six communes pour une population de 126 807 habitants en 2016 selon les données légales de l'INSEE.

### Liste des maires
| Période                                  | Période      | Identité                        | Étiquette         | Qualité |
| ---------------------------------------- | ------------ | ------------------------------- | ----------------- | --- |
| 1882                                     | 1882         | Charles Fanchin                 |                   | Propriétaire. Esclave affranchi |
| 1882                                     | 1887         | Antoine Rivière de Chazalon     |                   | Propriétaire |
| 1887                                     | 1896         | Charles Boyer de la Giroday     |                   | Propriétaire |
| 1896                                     | 1904         | Jean Roberto                    |                   | Charron |
| 1904                                     | 1920         | Armand Barau                    |                   | Père d'Armand, maire de St Denis et grand-père d'Armand et Yves, maires de St André et Ste Marie |
| 1920                                     | 1925         | Alexis Champierre de Villeneuve |                   | Père d'Alexis, futur maire de St Benoît |
| 1925                                     | 1942         | Henri Morange                   |                   | |
| 1942                                     | 15 mars 1959 | Roger Vidot                     | CRADS puis PCR    | Conseiller général du canton de Bras-Panon (1958 → 1964) |
| 15 mars 1959                             | 18 juin 1995 | Paul Moreau                     | UDR puis RPR      | Directeur de coopérative Sénateur de La Réunion (1987 → 1995) Conseiller général du canton de Bras-Panon (1964 → 1994)                                                                                       |
| 18 juin 1995                             | 18 mars 2001 | Jean-Marie Foudrin              | DVD               | Médecin Conseiller général du canton de Bras-Panon (1994 → 2001) |
| 18 mars 2001                             | 2020         | Daniel Gonthier                 | RPR puis UMP → LR | Professeur des écoles Conseiller général du canton de Bras-Panon (2001 → 2015) Conseiller départemental du canton de Saint-André-3 (2015 → ) Vice-président du conseil départemental de La Réunion (2015 → ) |
| 2020                                     | en cours     | Jeannick Atchapa                | DVC               | Cadre de la fonction publique, conseiller départemental depuis 2021 |
| Les données manquantes sont à compléter. |              |                                 |                   | |

## Population et société

### Démographie
L'évolution du nombre d'habitants est connue à travers les recensements de la population effectués dans la commune depuis 1961, premier recensement postérieur à la départementalisation de 1946. À partir de 2006, les populations de référence des communes sont publiées annuellement par l'Insee. Le recensement repose désormais sur une collecte d'information annuelle, concernant successivement tous les territoires communaux au cours d'une période de cinq ans. Pour les communes de plus de 10 000 habitants les recensements ont lieu chaque année à la suite d'une enquête par sondage auprès d'un échantillon d'adresses représentant 8 % de leurs logements, contrairement aux autres communes qui ont un recensement réel tous les cinq ans,.

En 2022, la commune comptait 13 131 habitants, en évolution de +3,21 % par rapport à 2016 (La Réunion : +3,33 %, France hors Mayotte : +2,11 %).
| 1961  | 1967  | 1974  | 1982  | 1990  | 1999  | 2006   | 2011   | 2016   |
| ----- | ----- | ----- | ----- | ----- | ----- | ------ | ------ | ------ |
| 4 824 | 5 533 | 5 941 | 6 945 | 8 455 | 9 683 | 11 028 | 11 838 | 12 722 |

| 2021   | 2022   | - | - | - | - | - | - | - |
| ------ | ------ | - | - | - | - | - | - | - |
| 13 344 | 13 131 | - | - | - | - | - | - | - |

Bras-Panon est une commune multipolarisée. Rivière-du-Mât-les-Hauts, Rivière-des-Roches et Bras-Panon-centre constituent ses pôles de centralité. Sur l’île, elle partage cette caractéristique avec Petite-Île et Trois-Bassins.

### Infrastructures
La commune est dotée d'un collège public, le collège de Bras-Panon. On y trouve par ailleurs un lycée public d'enseignement général et technologique, le lycée Paul-Moreau, qui comptait 689 élèves à la rentrée 2005 et 788 en 2015. Bras-Panon compte quatre écoles primaires (élémentaire et maternelle) : celle de la Rivière des Roches, celle du centre : école Narassiguin, et celle de la Rivière-du-Mât-les-Hauts, École Bois de Couleurs, la quatrième a ouvert ses portes à la Rivière des Roches à la rentrée 2008 : l'école primaire Ma Pensée.
La commune de Bras-Panon est équipée d'une station d'épuration aux normes et en rapport avec sa démographie, une situation rare sur l’île de la Réunion encore peu équipée.

## Économie

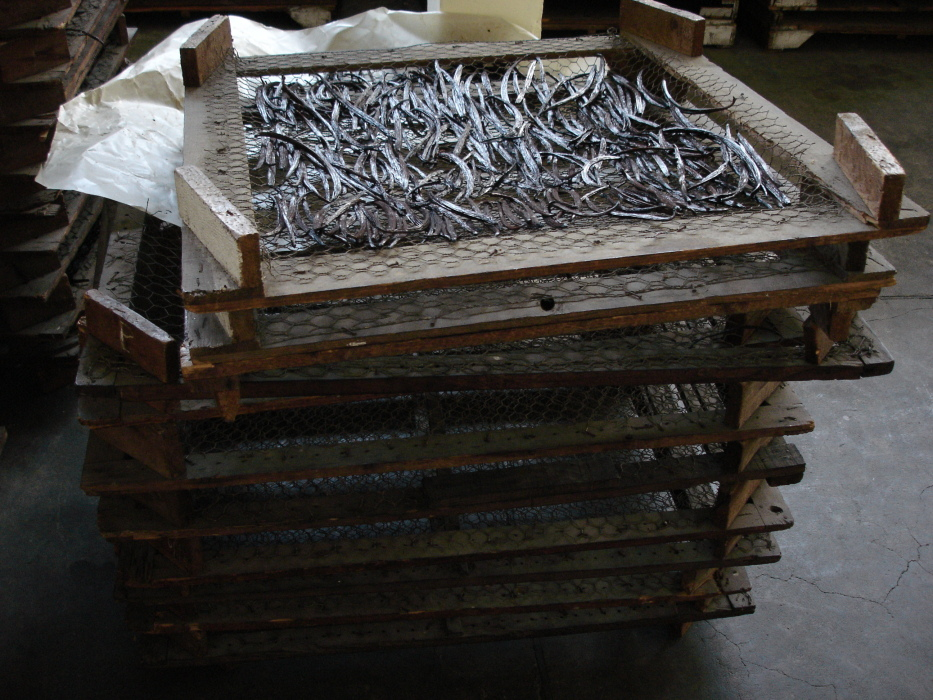
Gousses de vanille séchant à l'intérieur d'une coopérative.

La commune est une importante productrice de vanille. Elle organise chaque année, en mai, une importante foire agricole, sans doute la plus importante de l'île.
Les Panonais bordent les rivières du Mât et Rivières des Roches qui pullulent de petits alevins appelés communément les bichiques. Un alevin qui, à la Réunion, se vend à prix d'or sur les étals en bord de route (une sorte de caviar local).
Bras-Panon accueille le siège de Royal Bourbon Industries.

## Culture locale et patrimoine

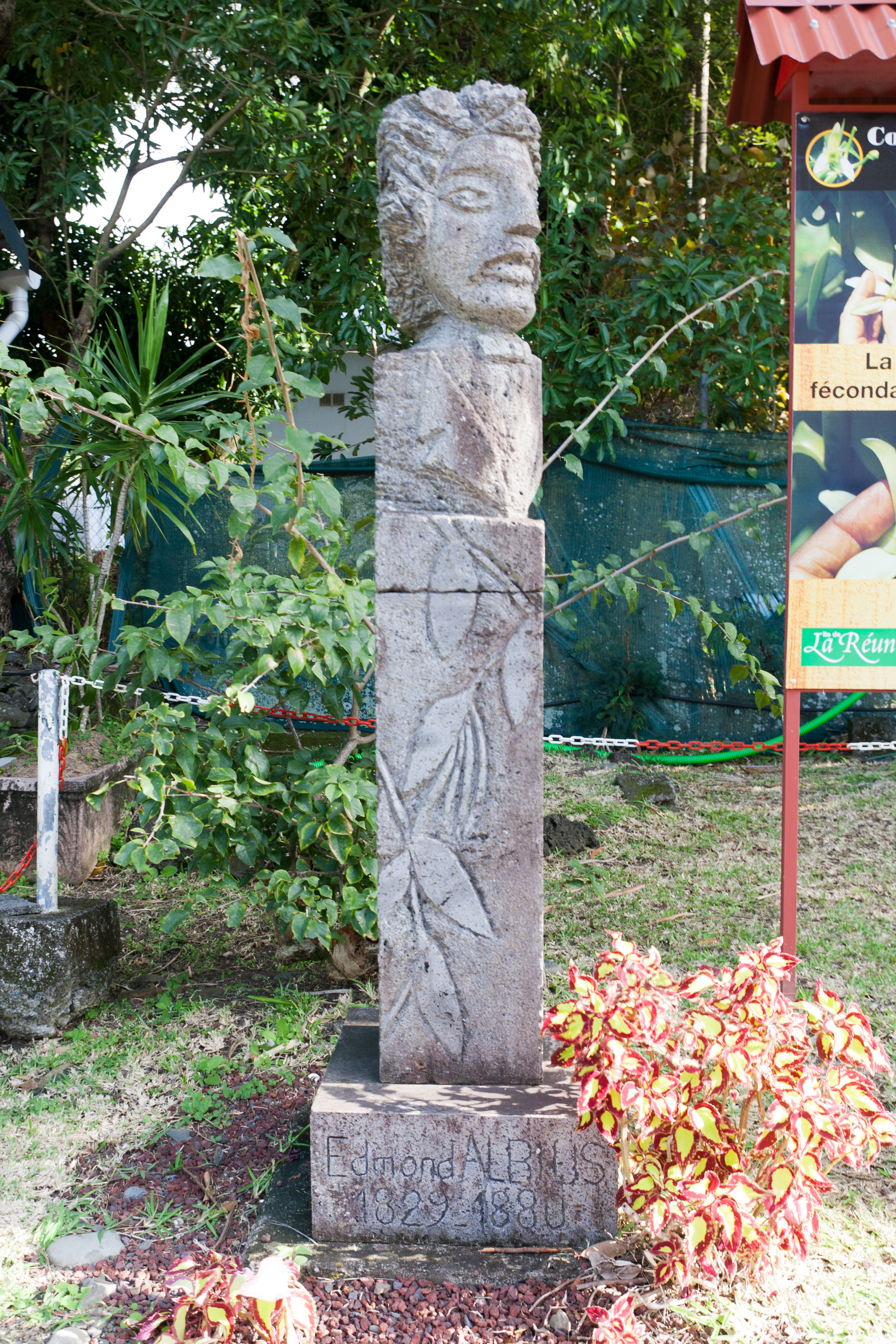
Statue d'Edmond Albius.

### Lieux et monuments
- L'église Saint Jean-Baptiste. L'église est dédiée à saint Jean Baptiste.
- Chapelle Notre-Dame-des-Victoires de Rivière-du-Mât.
- Ancienne église Saint-Jean-Baptiste de Bras-Panon. Elle est inscrite à l'Inventaire général du patrimoine culturel[20].
- La coopérative de la vanille.
- Le Trou de Fer, impressionnante dépression géologique.
- La cascade du Chien.
- Le site de l'Eden et son point de vue sur l'Est de la Réunion.
- Les berges de la Rivière des Roches et ses « canaux bichiques ».
- La Maison des Anciens Combattants Marcel-Damour.
- Le temple de l'Union.
- Sculpture en hommage à Edmond Albius

### Héraldique
| Blason | Blasonnement : De gueules fretté de six lances d'argent entresemé de fleurs de vanille du même, sur le tout d'azur chargé d'un paille-en-queue d'argent. |

## Pour approfondir